# Suzanne Van Damme
Suzanne Van Damme est une peintre belge née à Gand le 22 septembre 1901, morte à Ixelles le 11 janvier 1986, dont l’œuvre évolue du postimpressionnisme vers, brièvement, le surréalisme pour se tourner dans les années 1950 vers l'abstraction, caractérisée par l'utilisation d'idéogrammes, de symboles et de signes.

## Biographie
Suzanne Van Damme est née à Gand le 22 septembre 1901.
Dans les années 1920 Suzanne Van Damme peint des portraits réalistes, des natures mortes et des paysages dans un style post-impressioniste figuratif. Elle est élève des Académies royales des beaux-arts de Gand et de Bruxelles et de l'atelier L'Effort à Bruxelles,.
Elle est une disciple de James Ensor dont elle peint le portrait en 1925, avec en arrière plan son tableau L'Entrée du Christ à Bruxelles. À son tour James Ensor réalise en 1938, le sien, Peintres aux Prises dans lequel elle figure, pinceau à la main, lui-même figurant sur la toile, en bas à droite.
Après plusieurs expositions à Bruxelles, notamment  à la Galerie Manteau (1931) et à la Galerie Georges Giroux (1933), elle s'installe à Paris au début des années 1930. Elle y rencontre, à la Brasserie Le Dôme, le poète et peintre italien Bruno Capacci (Venise 1906 - Bruxelles 1996) qu'elle épouse et avec qui elle vit à Montmartre. Les deux artistes s'influencent et se soutiennent mutuellement.
Durant la seconde guerre elle fréquente les écrivains surréalistes belges et français, se liant d'amitié avec André Breton, Paul Éluard, Jean Cocteau et à Bruxelles avec Marcel Lecomte, Paul Colinet, Louis Scutenaire et Irène Hamoir.
Suzanne Van Damme collabore avec des poètes surréalistes comme Paul Colinet, Marcel Lecomte, Henry Bauchau, etc. qui lui dédicacent régulièrement dédiés leurs poèmes. Ses tableaux montrent l'influence de ces œuvres littéraires. Les invités du vent (1945), par exemple, montre des démons à la manière de Jérôme Bosch flottant dans un ciel de rêve bleu azur et aqueux.
André Breton photographie une grande partie de ses tableaux surréalistes. Son tableau, Couple d’oiseaux anthropomorphes (1946), deux figures d'oiseaux hybrides anthropomorphes, très contrastées, montre une interprétation fantastique du surréalisme,. Ses tableaux de cette époque sont d'un grand raffinement et d'une élégance rare. Des réminiscences de Salvador Dali, mais aussi de Lucien Coutaud, la rattachent autant, voire davantage, à l'art fantastique qu'au surréalisme.
Elle participe en juillet 1947 avec son mari à l'Exposition Internationale du Surréalisme organisée à la Galerie Maeght par André Breton et Marcel Duchamp,.
Ses dessins et ses peintures se développent alors, autour de figures féminines, dans un climat onirique.
Elle vit dans le sud de la France, à Londres, puis, à partir des années 1950, à Florence, où elle se tourne vers l'abstraction. Elle développe ensuite une écriture graphique, dont l'alphabet est plein de signes et de symboles, mélange de calligraphie japonaise et de hiéroglyphes égyptiens en noir et blanc,,.
Durant les années suivantes, Suzanne Van Damme expose régulièrement aux États-Unis, à Chicago en 1959, à New York, Los Angeles, Baltimore et Dallas en 1961 ou encore Denver en 1969). Elle expose également cinq fois au Palais des Beaux-Arts de Bruxelles et participe aux Biennales de Venise en 1935, 1954 et 1962 et à la Biennale de Sao Paulo en 1953.
Son style change encore dans la dernière partie de sa carrière artistique. Elle peint de petites scènes abstraites aussi bien que figuratives, comme des idéogrammes, rassemblées en une sorte de grand patchwork. La plupart de ces toiles sont peintes en noir, brun et beige mais certaines ressemblent à des vitraux de bleu, de violet, de rouge ou d'orange, rayonnant d'une lumière intérieure pleine de mystère,.
Suzanne Van Damme décède à Ixelles le 11 janvier 1986.

## Distinctions
En 1956, Suzanne Van Damme est nommée Chevalière de l'Ordre de la Couronne.

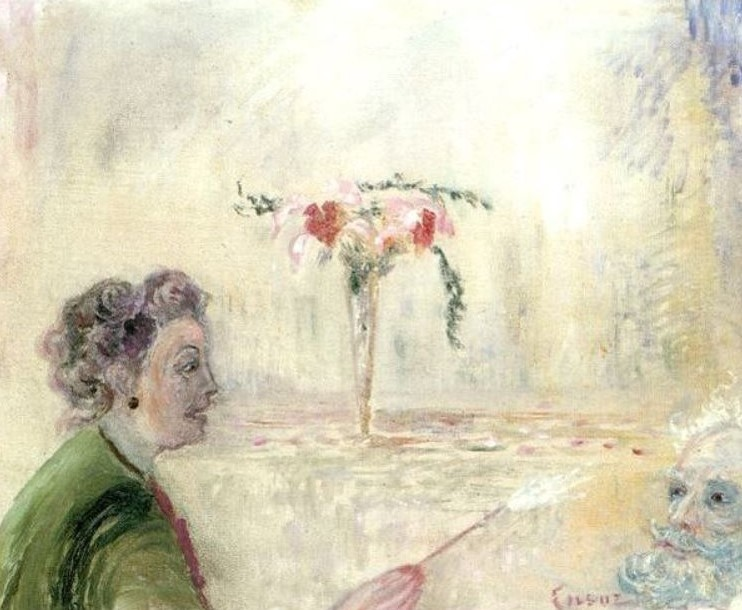
Portrait de Suzanne Van Damme par James Ensor, 1938.

## Expositions personnelles
- Galerie Manteau, Bruxelles, 1931[4].
- Palais des Beaux-Arts de Bruxelles, 1932, 1938, 1960, 1961, 1965 et 1969.
- Galerie Georges Giroux, Bruxelles, 1933[4].
- Galerie de Paris, Paris, 1934.
- Galerie Bernheim, Paris, 1935.
- Galleria d'arte del Naviglio, Milan, février 1948.
- Galleria d'arte La Bussola, Turin, 1959.
- Marshall Field Gallery, Chicago, 1959[4].
- Thibault Gallery, New York, 1961[4].
- Calhoun Gallery, Dallas, 1961[4].
- Suzanne Van Damme - Peintures, manuscrits, Galerie Europe, Paris, 1965.
- Saks Gallery, Denver, 1969[4].
- Galerie Isy Brachot, Bruxelles, 1973.
- Galerie Maeyaert, Ostende, décembre 1976 - janvier 1977.
- Galleria Schettini, Milan, 1981.
- Group 2 Gallery, rue Blanche, Bruxelles, 1990 (Hommage à Suzanne Van Damme), 1992 (Suzanne Van Damme, du réalisme au Surréalisme) et  2010[4].

## Expositions collectives
- La nouvelle génération, Galerie Georges Giroux, boulevard du Régent, Bruxelles, 1931.
- Portraits d'artistes et Exposition des maîtres de la femme (James Ensor, Félix Labisse, Suzanne Van Damme...), Galerie Studio, Ostende, 1934.
- Exposition universelle de 1935, Bruxelles.
- Biennale de Venise, 1935, 1954 et 1962[3].
- Le groupe "Orientations", Galerie Georges Giroux, Bruxelles, mars 1940[11].
- Exposition internationale du Surréalisme, Galerie Maeght, Paris, 1947[9].
- Biennale de São Paulo, 1953[4].
- Art belge contemporain, pavillon VII, Exposition universelle, Bruxelles, avril-octobre 1958.
- Ensablements - Suzanne Thienpont, Berthe Dubail, Group 2 Gallery, Bruxelles, 1994.
- Suzanne Van Damme - Bruno Capacci, Group 2 Gallery, Bruxelles, 1996.
- A chacun sa grâce, artistes féminins en Belgique et aux Pays-Bas 1500-1950, Musées Royaux des Beaux-Arts Anvers et Arnhem.
- Cherchez la femme - Leonor Fini, Meret Oppenheim, Leonora Carrington, Dorothea Tanning, Toyen, Dora Maar..., Sotheby's Gallery, New York, octobre-novembre 2015.
- Femmes aux pinceaux, Group 2 Gallery, Bruxelles, février-mars 2016.
- De Rubens à Michaux : la poésie du noir & blanc, Group 2 Gallery, Bruxelles, novembre-décembre 2016.
- Surréalisme au féminin ?, Musée de Montmartre, Paris, avril-septembre 2023 - avec Meret Oppenheim, Leonora Carrington, Leonor Fini, Dora Maar, Jane Graverol, Rachel Baes e.a[6].
- Surréalisme, Centre Pompidou, 2024-2025[12].

## Musées et collections publiques
- Château-Musée de Cagnes-sur-mer, Suzy Solidor en robe de coquillages, huile sur panneau 220x109cm, 1946[13].
- Musée national d'art moderne, Paris.
- Musée royal des beaux-arts d'Anvers, Vue des Tuileries, huile sur toile[14].
- Musées royaux des beaux-arts de Belgique, Bruxelles, Le gant précoce, aquarelle, gouaches et encre de Chine sur papier[14].
- Communauté française de Belgique, Bruxelles.
- Ministère de la culture, administration des beaux-arts, Bruxelles, quatre toiles[14].
- Musée municipal d'art actuel, Gand.
- Musée d'art moderne et d'art contemporain de Liège.
- Musée des beaux-arts de Liège, Le Piolet à Cagnes, huile sur toile[14].
- Beaux-Arts Mons.
- Musée d'art à la mer, Ostende.
- Musée des beaux-arts du Canada, Ottawa.
- Getty Museum, Los Angeles.
- Art Institute of Chicago.

## Collections privées
- André Breton.
- Thomas Neirynck[15].
- Gustave Van Geluwe (nl), Portrait de Madame Van Geluwe, huile sur toile[16].
- Gand, Collection privée : Marine

## Contributions bibliophiliques
- Jean-Henry Parize, Essai sur la Pensée et l'Art de Paul Valéry, dessin de Suzanne Van Damme, Paris, Richard-Masse, 1946.
- Paul Colinet, Les Naturels de l'esprit, avec dix-huit dessins de Suzanne Van Damme, Paris, Fontaine, 1947 (ouvrage assorti du bandeau: « Je ne sais pas jusqu’à ce jour de collaboration plus exemplaire entre un poète et un artiste » - André Breton)[17].
- Le Surréalisme en 1947, enrichi de dix-huit lithographies originales par Victor Brauner, Serge Brignoni, Alexander Calder, Bruno Capacci, Suzanne Van Damme, Julio de Diego (en), Enrico Donati, Max Ernst, David Hare, Jacques Hérold, Wifredo Lam, Jacqueline Lamba, Man Ray, Roberto Matta, Joan Miro, Kay Sage, Yves Tanguy, Toyen et imprimées par Mourlot Frères, Éditions Pierre à Feu/Maeght, 1947[9].
- Lionello Fiumi, Poèmes choisis traduits, dessin de Suzanne Van Damme, Bruxelles, La Maison du poète, 1950.
- Paul Colinet (préf. Louis Scutenaire, ill. Suzanne Van Damme), La Lampe du valet de pique, Tilleur-les-Liège, Rhétorique, 1963

## Catalogues

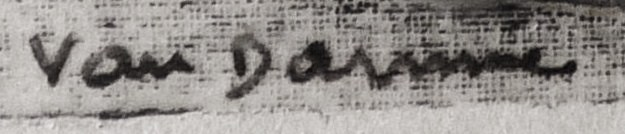
Signature de Suzanne Van Damme

- L'œuvre de Suzanne Van Damme 1920-1945, préface de Marcel Lecomte, Bruxelles, Éditions La Boétie, 1946
- Trente reproductions de tableaux de Suzanne Van Damme (préf. Paul Fierens), La Boétie, 1950
- Suzanne Van Damme, texte de Roger Bodart, Anvers, De Sikkel, 1953
- Suzanne Van Damme, texte de Luigi Carluccio, Turin, Galleria d'arte La Bussola, 1959
- Suzanne Van Damme - Peintures, manuscrits, Paris, Galerie Europe, 1965
- Suzanne Van Damme, peintures, texte de Henry Bauchau, Bruxelles, Palais des Beaux-Arts, 1967
- Suzanne Van Damme, texte de Henry Bauchau, Bruxelles, Galerie Isy Brachot, 1973
- Suzanne Van Damme, textes de Paul Fierens et Marcel Lecomte, Ostende, Galerie Maeyaert, 1976, 1977
- Suzanne Van Damme, texte de Henry Bauchau, Milan, Galleria Schettini, 1981
- Suzanne Van Damme, textes de Jeannine Lenaerts et Raymond Lacroix, Group 2 Gallery Bruxelles, 1990

## Fonds d'archives
- Fonds d'archives Henry Bauchau, Le paysage mental, entretien avec Suzanne Van Damme, 1965, Université catholique de Louvain.